# Dr Phibes and the House of Wax Equations
Dr Phibes and the House of Wax Equations est un trio de rock psychédélique anglais de Liverpool.

## Historique
Le groupe était composé d'Howard King Jr au chant et à la guitare, Lee Belsham à la basse et Keith York à la batterie/percussions. Ils se sont formés vers la fin des années 1980 et ont sorti deux albums : Whirlpool (1991), Hypnotwister (1993). Entre autres influences : Pink Floyd, The Who, Weather Report, Can, ...
Le groupe a fait des apparitions au Reading and Leeds Festivals en 1991, au Glastonbury Festival en 1992 ; ils enregistrent une Peel Session à la radio one DJ de John Peel en 1993. Leur dernière apparition a été à Manchester en 1995.
Le nom du groupe fait référence à deux films dans lesquels joue l'acteur emblématique Vincent Price, spécialisé dans les films d'épouvante : The Abominable Dr. Phibes (L'Abominable Docteur Phibes, 1971) et House of Wax (L'homme au masque de cire, 1953),

## Discographie
- Sugarblast, EP, 1990
- Hazy Lazy Hologram, 12" single (came with free 7" radio edit single), 1991
- Whirlpool, LP, 1991
- Mr Phantasy (7 inch remix), EP, 1991 (France-only promo EP including "L.A. Woman")
- Misdiagnosedive, EP, 1992
- Hypnotwister, LP, 1993
- Deadpan Control Freak, EP, 1993
- Moment of Truth / Deadpan Control Freak, EP, 1993

## Albums

### Whirlpool
- Eye Am The Sky (7:57)
- Marshmallow Madness (7:17)
- Mr Phantasy (5:40)
- Mirrors (4:46)
- When Push Comes To Shove (4:08)
- Dovetail (4:41)
- Dreaming (Insomnia) (6:14)
- Sugarblast (6:25) (single)
- Eye Am The Sky (3:21)

### Hypnotwister
- Burning Cross (7:43)
- Deadpan Control Freak (6:58) (single)
- Real World (5:16)
- Anti-Clockwise (6:46)
- Moment Of Truth (9:37)
- Misdiagnosedive (5:15) (single)
- Hazy Lazy Hologram (7:13) (single)
- Jugular Junkie (4:46)
- Bearhug (9:53)

## Note
Keith York a travaillé par la suite pour des groupes comme Ladytron, Bentley Rhythm Ace, The Lightning Seeds et Pitchshifter.